# Grecia en la Copa Mundial de Fútbol de 2010
La Selección de Grecia fue uno de los 32 equipos participantes de la Copa Mundial de Fútbol de 2010, que se realizó en Sudáfrica.
Entre sus jugadores destacan figuras como Giorgos Karagounis, Theofanis Gekas, y Angelos Charisteas, bajo la conducción técnica del entrenador Otto Rehhagel.

## Clasificación
Luego de la disputa del Grupo 2, Grecia culminó en la segunda posición por lo que se clasificó para disputar una serie de repesca frente a Ucrania en noviembre de 2009.

### Grupo 2
| Equipo     | Pts | PJ | PG | PE | PP | GF | GC | Dif |
| ---------- | --- | -- | -- | -- | -- | -- | -- | --- |
| Suiza      | 21  | 10 | 6  | 3  | 1  | 18 | 8  | 10  |
| Grecia     | 20  | 10 | 6  | 2  | 2  | 20 | 10 | 10  |
| Letonia    | 17  | 10 | 5  | 2  | 3  | 18 | 15 | 3   |
| Israel     | 16  | 10 | 4  | 4  | 2  | 20 | 10 | 10  |
| Luxemburgo | 5   | 10 | 1  | 2  | 7  | 4  | 25 | -21 |
| Moldavia   | 3   | 10 | 0  | 3  | 7  | 6  | 18 | -12 |

| Fecha                    | Lugar                |            |                       | Resultado                                                           |                       |            |
| ------------------------ | -------------------- | ---------- | --------------------- | ------------------------------------------------------------------- | --------------------- | ---------- |
| 6 de septiembre de 2008  | Ciudad de Luxemburgo | Luxemburgo | Bandera de Luxemburgo | 0:3 (0:2) Archivado el 13 de octubre de 2008 en Wayback Machine.    | Bandera de Grecia     | Grecia     |
| 10 de septiembre de 2008 | Riga                 | Letonia    | Bandera de Letonia    | 0:2 (0:1) Archivado el 18 de junio de 2010 en Wayback Machine.      | Bandera de Grecia     | Grecia     |
| 11 de octubre de 2008    | El Pireo             | Grecia     | Bandera de Grecia     | 3:0 (2:0) Archivado el 13 de octubre de 2009 en Wayback Machine.    | Bandera de Moldavia   | Moldavia   |
| 15 de octubre de 2008    | El Pireo             | Grecia     | Bandera de Grecia     | 1:2 (0:1) Archivado el 2 de abril de 2009 en Wayback Machine.       | Bandera de Suiza      | Suiza      |
| 28 de marzo de 2009      | Ramat Gan            | Israel     | Bandera de Israel     | 1:1 (0:1) Archivado el 29 de marzo de 2010 en Wayback Machine.      | Bandera de Grecia     | Grecia     |
| 1 de abril de 2009       | Heraclión            | Grecia     | Bandera de Grecia     | 2:1 (1:0) Archivado el 8 de abril de 2009 en Wayback Machine.       | Bandera de Israel     | Israel     |
| 5 de septiembre de 2009  | Basilea              | Suiza      | Bandera de Suiza      | 2:0 (0:0) Archivado el 10 de septiembre de 2009 en Wayback Machine. | Bandera de Grecia     | Grecia     |
| 9 de septiembre de 2009  | Chisináu             | Moldavia   | Bandera de Moldavia   | 1:1 (0:1) Archivado el 12 de septiembre de 2009 en Wayback Machine. | Bandera de Grecia     | Grecia     |
| 10 de octubre de 2009    | Atenas               | Grecia     | Bandera de Grecia     | 5:2 (1:2) Archivado el 13 de octubre de 2009 en Wayback Machine.    | Bandera de Letonia    | Letonia    |
| 14 de octubre de 2009    | Atenas               | Grecia     | Bandera de Grecia     | 2:1 (2:0) Archivado el 19 de octubre de 2009 en Wayback Machine.    | Bandera de Luxemburgo | Luxemburgo |

### Repesca contra Ucrania
La selección de Grecia que finalizó en el segundo lugar de su grupo jugó una eliminación directa contra Ucrania, que ocupó el cuarto lugar del Grupo 4, siendo Grecia cabeza de serie. La eliminatoria se resolvió en el partido de vuelta disputado en Donetsk con un solitario tanto de Dimitris Salpigidis.
| 14 de noviembre de 2009, 20:00 (UTC+2) | Grecia | 0:0     | Ucrania | Estadio Olímpico de Atenas, Atenas                                    |                                                                       |
|                                        |        | Reporte |         | Asistencia: 39.045 espectadores Árbitro(s): Laurent Duhamel (Francia) | Asistencia: 39.045 espectadores Árbitro(s): Laurent Duhamel (Francia) |

| 18 de noviembre de 2009, 20:00 (UTC+2) | Ucrania | 0:1 (0:1) (Global 0:1) | Grecia         | Donbass Arena, Donetsk                                                      |                                                                             |
|                                        |         | Reporte                | Salpigidis 31' | Asistencia: 31.643 espectadores Árbitro(s): Olegário Benquerença (Portugal) | Asistencia: 31.643 espectadores Árbitro(s): Olegário Benquerença (Portugal) |

## Jugadores
| #     | Nombre                    | Posición      | Edad | PJ Sel | Club             |
| ----- | ------------------------- | ------------- | ---- | ------ | ---------------- |
| 1     | Konstantinos Chalkias     | Portero       | 36   | 26     | PAOK Salónica FC |
| 2     | Giourkas Seitaridis       | Defensa       | 29   | 69     | Panathinaikos    |
| 3     | Christos Patsatzoglou     | Defensa       | 31   | 42     | AC Omonia        |
| 4     | Nikos Spiropoulos         | Defensa       | 26   | 18     | Panathinaikos    |
| 5     | Vangelis Moras            | Defensa       | 28   | 11     | Bologna          |
| 6     | Alexandros Tziolis        | Mediocampista | 25   | 18     | AC Siena         |
| 7     | Georgios Samaras          | Delantero     | 25   | 33     | Celtic FC        |
| 8     | Avraam Papadopoulos       | Defensa       | 25   | 13     | Olympiacos FC    |
| 9     | Angelos Charisteas        | Delantero     | 30   | 84     | Nuremberg        |
| 10    | Georgios Karagounis       | Mediocampista | 33   | 93     | Panathinaikos    |
| 11    | Loukas Vyntra             | Defensa       | 29   | 28     | Panathinaikos    |
| 12    | Alexandros Tzorvas        | Portero       | 27   | 8      | Panathinaikos    |
| 13    | Michalis Sifakis          | Portero       | 25   | 2      | Aris Salónica FC |
| 14    | Dimitris Salpigidis       | Delantero     | 28   | 35     | Panathinaikos    |
| 15    | Vasilis Torosidis         | Defensa       | 25   | 26     | Olympiacos FC    |
| 16    | Sotirios Kyrgiakos        | Defensa       | 30   | 58     | Liverpool        |
| 17    | Theofanis Gekas           | Delantero     | 30   | 47     | Hertha de Berlín |
| 18    | Sotiris Ninis             | Mediocampista | 20   | 4      | Panathinaikos    |
| 19    | Sokratis Papastathopoulos | Defensa       | 22   | 9      | Genoa FC         |
| 20    | Pantelis Kapetanos        | Delantero     | 27   | 3      | Steaua Bucarest  |
| 21    | Konstantinos Katsouranis  | Mediocampista | 30   | 69     | Panathinaikos    |
| 22    | Stelios Malezas           | Defensa       | 25   | -      | PAOK Salónica FC |
| 23    | Athanassios Prittas       | Mediocampista | 31   | -      | Aris Salónica FC |
| D. T. | Otto Rehhagel             |               |      |        |                  |

## Participación

### Grupo B
| Equipo        | Pts | PJ | PG | PE | PP | GF | GC | Dif |
| ------------- | --- | -- | -- | -- | -- | -- | -- | --- |
| Argentina     | 9   | 3  | 3  | 0  | 0  | 7  | 1  | 6   |
| Corea del Sur | 4   | 3  | 1  | 1  | 1  | 5  | 6  | -1  |
| Grecia        | 3   | 3  | 1  | 0  | 2  | 2  | 5  | -3  |
| Nigeria       | 1   | 3  | 0  | 1  | 2  | 3  | 5  | -2  |

| Sábado 12 de junio de 2010, 13:30 | Corea del Sur               | 2:0 (1:0) | Grecia | Est. Nelson Mandela Bay, Port Elizabeth                                    |                                                                            |
|                                   | C.S. Lee 6' · J.S. Park 51' | Reporte   |        | Asistencia: 31.513 espectadores Árbitro(s): Michael Hester (Nueva Zelanda) | Asistencia: 31.513 espectadores Árbitro(s): Michael Hester (Nueva Zelanda) |

| 17 de junio de 2010, 16:00 | Grecia                          | 2:1 (1:1) | Nigeria  | Estadio Free State, Bloemfontein                                  |                                                                   |
|                            | Salpingidis 43' · Torosidis 70' | Reporte   | Uche 15' | Asistencia: 31.593 espectadores Árbitro(s): Óscar Ruiz (Colombia) | Asistencia: 31.593 espectadores Árbitro(s): Óscar Ruiz (Colombia) |

| 22 de junio de 2010, 20:30 | Grecia | 0:2 (0:0) | Argentina                    | Estadio Peter Mokaba, Polokwane                                          |                                                                          |
|                            |        | Reporte   | Demichelis 76' · Palermo 88' | Asistencia: 38.891 espectadores Árbitro(s): Ravshan Irmatov (Uzbekistán) | Asistencia: 38.891 espectadores Árbitro(s): Ravshan Irmatov (Uzbekistán) |